# Dorylomorpha neglecta
Dorylomorpha neglecta är en tvåvingeart som beskrevs av David Edward Albrecht 1990. Dorylomorpha neglecta ingår i släktet Dorylomorpha och familjen ögonflugor.
Artens utbredningsområde är New York. Inga underarter finns listade i Catalogue of Life.